# 86 Водолея
86 Водолея (лат. 86 Aquarii), c¹ Водолея (лат. c¹ Aquarii), HD 218240 — тройная звезда в созвездии Водолея на расстоянии приблизительно 182 световых лет (около 56 парсеков) от Солнца. Видимая звёздная величина звезды — +4,47m.

## Характеристики
Первый компонент — жёлтый гигант спектрального класса G6IIIb или G8III. Масса — около 1,94 солнечной, радиус — около 10,19 солнечных, светимость — около 77,92 солнечных. Эффективная температура — около 4900 К.
Второй компонент удалён на 0,25 угловых секунд.
Третий компонент удалён на 2,9 угловых секунды.